# Віленська археографічна комісія
Віленська археографічна комісія (рос. Ви́ленская археографи́ческая коми́ссия, Виленская комиссия для разбора и издания древних актов) — наукова установа з центром у м. Вільно в 1864—1915 роках. Видання цієї Археографічної комісії не втратили джерелознавчого значення.

## Історія
Створена за ініціативою віленського генерал-губернатора М. М. Муравйова після повстання 1863—1864 років з метою обґрунтування русифікації Білорусі та Литви. Однім із найважливіших завдань була публікація документів про православну історичну спадщину Великого князівства Литовського.
Зразком даної комісії послужила Київська археографічна комісія. Основне завдання цієї Археографічної комісії полягала в тому, щоб публікацією давніх актів обґрунтувати споконвічно російські православні підвалини краю. На думку білоруського вченого Улащика М. М., Віленська археографічна комісія була створена для доказів, що Білорусь і Литва «споконвічно російський край».
- У 1864—1865 рр. першим головою зазначеної комісії був російський історик польського походження Кукольник П. В. (*1795—†1884 рр.), під керівництвом якого був виданий перший том Актів.
- Навесні 1865—1866 рр. надалі цю комісію очолював Безсонов П. О.. Попечитель Віленського навчального округу І. П. Корнілов домігся його звільнення.
- У серпні 1866 р. — січні 1868 р. головою комісії був Нікотин І. Я., котрий працював з 1851 р. чиновником особливих доручень при віленському губернаторі, з 1856 р. чиновником особливих доручень при віленському генерал-губернаторові В. І. Назимові, пізніше — при М. М. Муравйові.
- Від грудня 1867 р. до травня 1888 р. головою комісії був Головацький Я. Ф..
- У 1888—1902 роках головою Віленської археографічної комісії був Крачковський Ю. Ф., укладач 16-го й 20-го томів Актів Віленської археографічної комісії, автор передмови до них та до 25-го тому.
- У 1902—1913 рр. головою комісії був Добрянський Ф. М..
- У 1913—1915 рр. останнім головою цієї Археографічної комісії був Довгяло Д. І.[2].

Членами і співробітниками комісії в різні роки були Горбачевський М. І., Довгяло Д. І., досвідчений архівіст і фольклорист Спрогіс І. Я., викладач історії Турцевич А. О., протоієрей Пщолко А. І., співробітник періодичних видань Шолкович С. В., Снітко К. І., Площанський В. М., викладач історії та географії Глєбов І. О., редактор «Віленського вісника» (рос. Виленский вестник) в 1887—1891 рр. Вруцевич О. С., Іванишев М. Д. та ін..
Комісія припинила свою діяльність у зв'язку з подіями Першої світової війни.

## Публікації
Всього було видано 39 томів Актів Віленської комісії, 7 томів (в 9 книгах) з історії аграрних відносин та лісового господарства, збірник палеографічними знімків з давніх актів і грамот — всього загальною кількістю 29000 сторінок. Горбачевський М. І. склав і опублікував «Словник древньої актової мови Північно-Західного краю і Царства Польського».